# ゴールデンウエーブ
ゴールデンウエーブは、日本の競走馬。主な勝ち鞍に1954年の東京優駿（日本ダービー）。

## 概要
第21回東京優駿（日本ダービー）優勝馬である。父ミナミホマレも第11回東京優駿競走の優勝馬で、親子制覇はカブトヤマ、子マツミドリに次ぐ2組目となる。
また日本ダービー史上初の地方競馬出身馬の優勝馬である。また、ダービー後の1954年9月に日本中央競馬会が設立された為、本馬はそれ以前の国営競馬時代の最後のダービー馬でもある。
後に移籍先となる藤本冨良が青森県の牧場で目を付け、いったん地方で走らせて成績がよければ藤本の厩舎に移籍するという前提で大井競馬場に所属し、ネンタカラという馬名で11戦6勝、全日本三才優駿を制している。
中央競馬の前身である国営競馬に移籍すると同時にゴールデンウエーブに改名、それ以降26戦10勝の成績を残し、東京優駿と中山4歳ステークスの2つの重賞を獲得した。東京優駿では人気薄ながらタカオー、ダイナナホウシユウ等をまとめて差し切って勝利している。左回りコースで「内にささる」（左に斜行する）癖があったため、対策として日本ダービーでは左利きで左ムチの扱いが巧みな岩下密政を起用し、これが大きな勝因になったと言われている。岩下にとって日本ダービーは1951年のトキノミノル以来の勝利で、通算2勝目であった。岩下はレース後、「展開が恵まれた。ホウシユウとタカオーが、前で競り合ってくれたおかげだ。僕は漁夫の利を占めただけだよ」とコメントした。
なお、テン乗りによる東京優駿（日本ダービー）の制覇はこの後2023年にタスティエーラ（鞍上：ダミアン・レーン）が勝利するまでの69年間達成されなかった。
6歳（馬齢は当時の表記）となった1956年の春まで中央競馬で走り、中山4歳ステークスなど4勝を挙げた。同年の夏には古巣の南関東地方競馬に戻り3戦している。
引退後は種牡馬となった。産駒には中山大障害（春）に勝ったゴールデンオーザ、農林大臣賞典に勝ったカワホマレなどがいる。また天皇賞（秋）優勝馬ヤマニンウエーブの母の父としても名を残している。
ちなみに、この当時の中央競馬のレースの発馬機はスターティングバリヤーで、日本ダービーもバリヤー式スタートで行われていたが、3歳当時に在籍していた南関東地方競馬では1953年から現在の樣なゲート式スタートが導入されていた。このため本馬はスターティングゲートによる競走の経験を持つ最初の日本ダービー馬である。
本馬の功績を讃え、1955年～1959年まで、川崎競馬場にて3歳以上サラブレッド系牡馬限定重賞であるゴールデンウエーブ記念が施行されていた。

## 主な産駒
- 1960年生
  - カワホマレ（1968年農林大臣賞典）[4]

### 母の父としての産駒
- 1967年生
  - ヤマニンウエーブ（1972年天皇賞（秋）、1972年京都記念（秋））[5]
- 1968年生
  - タイロンプ（1971年中日盃）[5]
- 1969年生
  - グツトキラメキ（1974年中日新聞杯）[5]

## 血統表
| ゴールデンウェーブの血統       | ゴールデンウェーブの血統                     | ゴールデンウェーブの血統             | （血統表の出典）       | （血統表の出典） |
| 父系                           | ブランドフォード系                           | ブランドフォード系                   | ブランドフォード系     | [ § 2 ]          |
| 父 ミナミホマレ 1939 鹿毛 日本 | 父の父プリメロ *Primero 1931 鹿毛 イギリス   | Blandford                            | Swynford               | Swynford         |
| 父 ミナミホマレ 1939 鹿毛 日本 | 父の父プリメロ *Primero 1931 鹿毛 イギリス   | Blandford                            | Blanche                |                  |
| 父 ミナミホマレ 1939 鹿毛 日本 | 父の父プリメロ *Primero 1931 鹿毛 イギリス   | Athasi                               | Farasi                 | Farasi           |
| 父 ミナミホマレ 1939 鹿毛 日本 | 父の父プリメロ *Primero 1931 鹿毛 イギリス   | Athasi                               | Athgreany              |                  |
| 父 ミナミホマレ 1939 鹿毛 日本 | 父の母フロリスト 1919 栗毛 日本              | *ガロン Gallon                       | Gallinule              | Gallinule        |
| 父 ミナミホマレ 1939 鹿毛 日本 | 父の母フロリスト 1919 栗毛 日本              | *ガロン Gallon                       | Flair                  |                  |
| 父 ミナミホマレ 1939 鹿毛 日本 | 父の母フロリスト 1919 栗毛 日本              | 第四フロリースカツプ                 | *インタグリオー        | *インタグリオー  |
| 父 ミナミホマレ 1939 鹿毛 日本 | 父の母フロリスト 1919 栗毛 日本              | 第四フロリースカツプ                 | フロリースカツプ       |                  |
| 母 ユウコ 1944 鹿毛 日本       | 母の父レイモンド *Raymond 1930 鹿毛 イギリス | Gainsborough                         | Bayardo                | Bayardo          |
| 母 ユウコ 1944 鹿毛 日本       | 母の父レイモンド *Raymond 1930 鹿毛 イギリス | Gainsborough                         | Rosedrop               |                  |
| 母 ユウコ 1944 鹿毛 日本       | 母の父レイモンド *Raymond 1930 鹿毛 イギリス | Nipisiquit                           | Buchan                 | Buchan           |
| 母 ユウコ 1944 鹿毛 日本       | 母の父レイモンド *Raymond 1930 鹿毛 イギリス | Nipisiquit                           | Herself                |                  |
| 母 ユウコ 1944 鹿毛 日本       | 母の母優宝 1930 鹿毛 日本                    | *トリニチースクエーア Trinity Square | Simon Square           | Simon Square     |
| 母 ユウコ 1944 鹿毛 日本       | 母の母優宝 1930 鹿毛 日本                    | *トリニチースクエーア Trinity Square | Lady Tertius           |                  |
| 母 ユウコ 1944 鹿毛 日本       | 母の母優宝 1930 鹿毛 日本                    | 第六シルバーバツトン                 | *イボア                | *イボア          |
| 母 ユウコ 1944 鹿毛 日本       | 母の母優宝 1930 鹿毛 日本                    | 第六シルバーバツトン                 | *シルバーバツトン      |                  |
| 母系(F-No.)                    | (FN:4-g)                                     | (FN:4-g)                             | (FN:4-g)               | [ § 3 ]          |
| 5代内の近親交配                | St. Frusquin 5×5=6.25%                       | St. Frusquin 5×5=6.25%               | St. Frusquin 5×5=6.25% | [ § 4 ]          |
| 出典                           | 1. 2. 3. 4.                                  | 1. 2. 3. 4.                          | 1. 2. 3. 4.            | 1. 2. 3. 4.      |